# Liga Obrera Revolucionaria
La Liga Obrera Revolucionaria por la Cuarta Internacional (LOR-CI) es una organización política boliviana de extrema izquierda trotskista fundada en 1999.

## Historia
Conformada por sectores militantes escindidos del POR, la LOR-CI es opositora al gobierno de Evo Morales y crítica con su idea de construir un "capitalismo andino" y de la posibilidad de conciliar intereses entre la clase trabajadora y el empresariado, razón por la que, por ejemplo, llamaron a votar en blanco frente a la propuesta de constitución que impulsaba el MAS. Fueron partícipes del proceso abierto en 2003 planteando como salida la constitución de una Asamblea Popular y que las demandas de nacionalización de los hidrocarburos bajo control obrero y campesino, y Asamblea Constituyente Revolucionaria, sólo podrían ser efectivamente realizadas por un gobierno provisional obrero y campesino de las organizaciones que encabezaban la lucha, y apoyado en Asambleas Populares departamentales y nacionales con delegados revocables elegidos en los campos, minas, fábricas, empresas, barrios y cuarteles. Fueron partícipes del proceso de 2010-2011 cuando Evo Morales impulsó un aumento en el precio de la gasolina declarando que era necesaria la expulsión de las trasnacionales; asimismo, estuvieron en la huelga de trabajadores de salud en 2012 cuando estos se resistieron al ajuste impulsado por el gobierno del MAS.
En 2013, militantes de la LOR obtuvieron algunos puestos de dirección del sindicato minero de Huanuni y de la COB, formando congresos para la fundación del Partido de los Trabajadores (formación política que los viejos dirigentes agitaban pero nunca concretaban) y ayudando a los mineros de Huanuni cuando estos declararon la huelga en mayo de ese año. Tras las elecciones de la COB, la LOR perdió los puestos directivos producto de las intimidaciones de la vieja burocracia y algunos de los impulsores del PT han sido acosados por el gobierno del MAS. Actualmente tiene presencia en sindicatos como el de Aseo Urbano o el del Aeropuerto Internacional El Alto, así como en las Universidades siglo XX y la Mayor de San Simón; también impulsa la agrupación estudiantil Octubre.
En la actualidad la LOR-CI se encuentra en un trabajo conjunto con sindicatos de trabajadores y grupos feministas socialistas como Pan y Rosas en varias partes de Bolivia, una de sus más importantes representantes es: Violeta Tamayo, quien ha posicionado un feminismo marxista contrario al feminismo oficialista del gobierno en turno "MAS". Ello también ha provocado repercusiones, dado que el gobierno en turno ha dispuesto mecanismos para procesarla judicialmente.